# يوم الضرائب
في الولايات المتحدة، يعد يوم الضرائب مصطلحًا عامًا لليوم الذي من المقرر فيه تقديم الإقرارات الضريبية على الدخل الفردي إلى الحكومة الفيدرالية. قد يشير المصطلح أيضًا إلى نفس اليوم لكل ولاية، حتى عندما يكون تاريخ استحقاق الإقرار الضريبي يوم مختلف.
تتزامن عطلتان محليتان على الأقل في الولايات المتحدة في بعض الأحيان مع يوم الضرائب. أولاً، يوم التحرر، عطلة في واشنطن العاصمة تحتفل بذكرى تحرير العبيد الأفارقة في أبريل 1862. ويلاحظ في أقرب أيام الأسبوع إلى 16 أبريل. ثانيًا، هو يوم الوطنيين، وهو عطلة في مين وماساتشوستس تحتفل بمعارك ليكسينغتون وكونكورد في 19 أبريل 1776، والتي بدأت الحرب الثورية الأمريكية. يتم الاحتفال به الآن يوم الاثنين الثالث في أبريل. لكل من يوم الوطنيين ويوم التحرير، تطبق قواعد خاصة. بالنسبة ليوم التحرير، عندما يصادف يوم 15 أبريل يوم الجمعة، فإن الإقرارات الضريبية مستحقة في الاثنين التالي، 18 أبريل. بالنسبة لكل من يوم التحرر ويوم الوطنيين، عندما يصادف يوم 15 أبريل يوم السبت أو الأحد، فإن الإقرارات الضريبية مستحقة في الثلاثاء التالي، 18 أبريل أو 17 أبريل على التوالي. وهذا يعني أنه عندما لا يتم نقل الموعد النهائي للإيداع الضريبي لأسباب سياسية أخرى، فإن يوم الضرائب لأي سنة معينة يكون دائمًا في 15 أبريل (السنوات التي يكون فيها هذا اليوم من الاثنين إلى الخميس)، الثلاثاء 17 أبريل (السنوات التي يكون فيها 15 أبريل هو الأحد ) أو الاثنين أو الثلاثاء 18 أبريل (السنوات التي يكون فيها 15 أبريل إما يوم الجمعة أو السبت).

## التاريخ
تم إدخال ضريبة الدخل الفيدرالية مع قانون الإيرادات لعام 1861 للمساعدة في تمويل الحرب الأهلية، ثم ألغيت وأعيد اعتمادها واعتبارها غير دستورية. استندت الضرائب المبكرة على التقييمات، وليس الإقرارات الضريبية الطوعية. مواعيد دفع الضرائب تختلف حسب القانون.
اعترضت قضية بولوك ضد شركة القروض والإئتمان للمزارعين على دستورية قانون تعرفة ويلسون جورمان لعام 1894، الذي فرض ضرائب على المداخيل التي تزيد عن 4000 دولار بمعدل 2 في المائة. وقد قررت القضية المحكمة العليا للولايات المتحدة في عام 1895. قررت المحكمة العليا أن ضرائب الدخل غير المقسومة على الفوائد وأرباح الأسهم والإيجارات كانت ضرائب مباشرة فعليًا. لذلك كان القانون غير دستوري لأنه انتهك قاعدة الدستور التي تقسم الضرائب المباشرة بين الولايات. في عام 1913، بعد ثمانية عشر عامًا، تم التصديق على التعديل السادس عشر لدستور الولايات المتحدة . أعطى هذا التعديل كونغرس الولايات المتحدة السلطة القانونية لفرض ضريبة على جميع الدخول بغض النظر عن شرط التوزيع.
كان الموعد النهائي لتسجيل الأفراد هو 1 مارس عام 1913 (السنة الأولى لضريبة الدخل الفيدرالية)، وتم تغييره إلى 15 مارس عام 1918 ومرة أخرى إلى 15 أبريل عام 1955. اليوم، الموعد النهائي لتقديم الإقرارات الضريبية على الدخل الفيدرالي الأمريكي للأفراد هو 15 أبريل أو في حالة وقوع يوم 15 في يوم السبت أو الأحد أو العطلة يكون أول يوم تالي ليس يوم السبت أو الأحد أو العطلة.   

## التوافق مع عطلة الولايات ومقاطعة كولومبيا والتغييرات في التاريخ
يقع يوم الضرائب أحيانًا في يوم الوطنيين، وهو عطلة مدنية في كومنولث ماساتشوستس وولاية مين، أو عطلة نهاية الأسبوع السابقة. عندما حدث هذا لبعض الوقت، تم تمديد الموعد النهائي الضريبي الفيدرالي لمدة يوم واحد لسكان مين، ماريلاند، ماساتشوستس، نيو هامبشاير، نيويورك، فيرمونت، ومقاطعة كولومبيا، لأن مركز معالجة دائرة الإيرادات الداخلية لهذه المناطق كان يقع في أندوفر، ماساتشوستس وموظفو دائرة الإيرادات الداخلية النقابيون حصلوا على يوم عطلة. في عام 2011، يوم الاثنين 18 أبريل، توافق يوم الضرائب مع يوم الوطنيين. ومع ذلك، تم توجيه الإيداعات الفيدرالية إلى هارتفورد، كونيتيكت وشارلوت، نورث كارولاينا وكانساس سيتي بولاية ميسوري  ولم يكن هناك تمديد إضافي لمين أو ماساتشوستس أو غيرهم من سكان الولايات المحيطة. تم تمديد الموعد النهائي للإيداع الضريبي لولاية مين إلى 19 أبريل 2011 بحلول يوم الوطنيين.
يتم الاحتفال بيوم التحرر في واشنطن العاصمة في يوم الأسبوع الأقرب في 16 أبريل، وبموجب قانون اتحادي تم سنه منذ عقود، يكون للعطلات التي تمت ملاحظتها في مقاطعة كولومبيا تأثير على الصعيد الوطني. إذا صادف يوم 15 أبريل يوم الجمعة، فسيتم الاحتفال بيوم التحرر في نفس اليوم، وبدلاً من ذلك يكون الإقرارات الضريبية مستحقة في يوم الاثنين 18 أبريل التالي. عندما يصادف يوم 15 أبريل يوم السبت أو الأحد، يتم الاحتفال بيوم التحرير في يوم الإثنين التالي، ومن المقرر بدلاً من ذلك الإقرارات الضريبية يوم الثلاثاء.
في عام 2007، أثرت العاصفة والفيضانات القوية على الساحل الشرقي، ومنحت بعض الولايات وقتًا إضافيًا للتسجيل. في بعض الحالات، تم تمديد الموعد النهائي حتى 25 يونيو.
في عام 2020، وبسبب الآثار الاقتصادية لجائحة وباء كورونا تم تمديد الموعد حتى 15 يوليو.

## روابط خارجية
- "يوم الضرائب 15 أبريل 1913" في AmericasLibrary.gov
- المواعيد النهائية للإقرار الضريبي في eFile.com (موقع الإيداع الإلكتروني لمصلحة الضرائب الأمريكية)